# Mirkovo, Sofia
Mirkovo (în bulgară Мирково) este un sat în comuna Mirkovo, regiunea Sofia,  Bulgaria. 

## Demografie
Componența etnică a satului Mirkovo
     Bulgari (84,85%)
     Romi (6,37%)
     Nicio identificare (8,77%)
     Altele (0%)
La recensământul din 2011, populația satului Mirkovo era de 1.664 locuitori. Din punct de vedere etnic, majoritatea locuitorilor (84,85%) erau bulgari, cu o minoritate de romi (6,37%). Pentru 8,77% din locuitori nu este cunoscută apartenența etnică.